# Marguerite Bermond
Marguerite Bermond dite « Marg » est une artiste peintre figurative née le 23 avril 1911 à Arles. Installée au 24, rue Norvins dans le 18e arrondissement de Paris, elle est morte à Fontenay-lès-Briis le 23 février 1991.

## Biographie

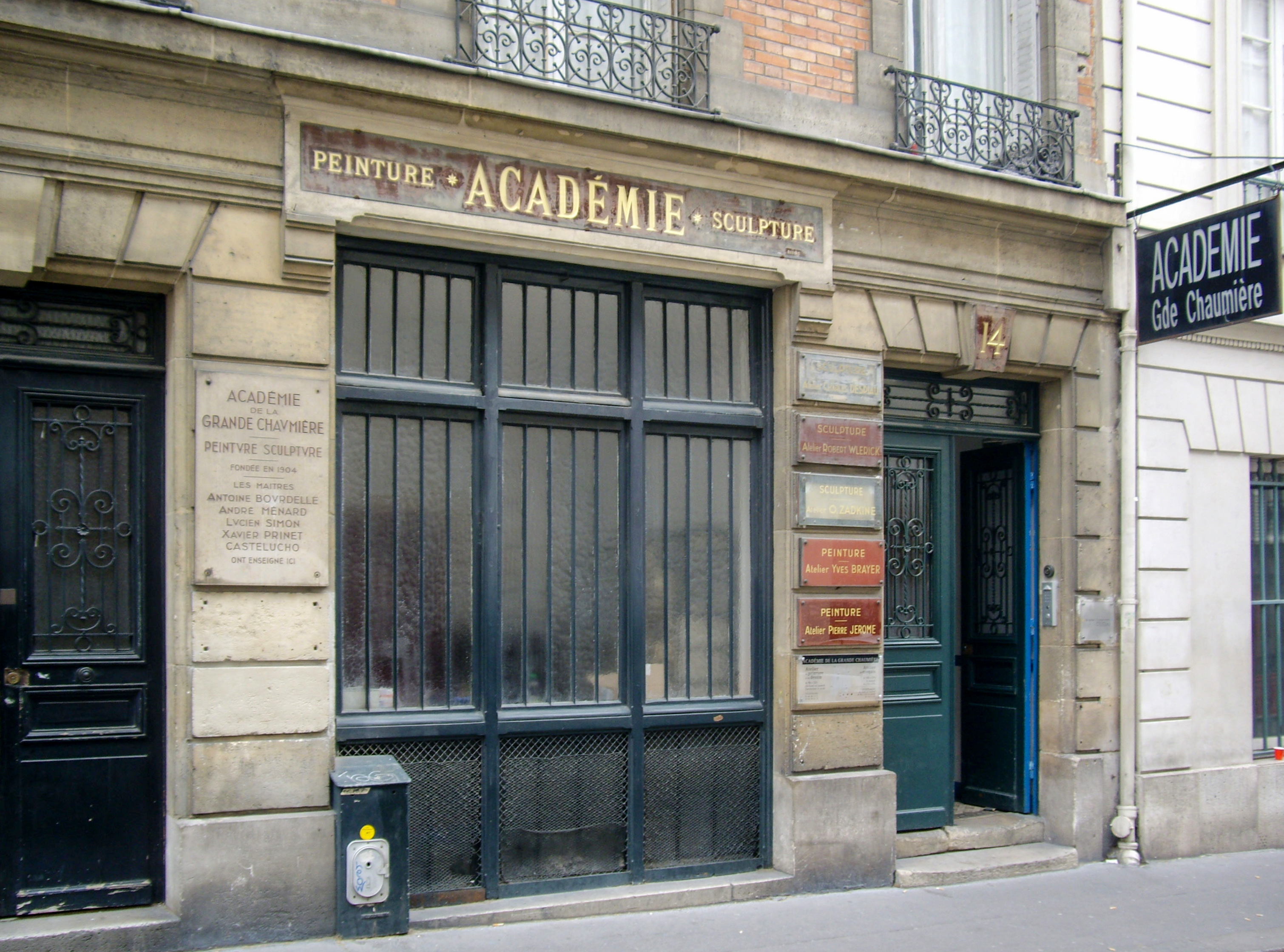
Académie de la Grande Chaumière, Paris

Pour évoquer Marguerite Bermond, Pierre Mazars remonte à la jeunesse de l'artiste : « Elle a vécu toute son enfance auprès des arènes de Nîmes et cette lointaine, cette profonde imprégnation a servi son art. Elle n'a pas eu à se préserver des côtés anecdotiques, des détails superficiels qui accaparent l'attention des néophytes. Les toreros, elle les connaît depuis toujours; elle sait qu'un costume de lumière, ce n'est pas un collant de satin, mais que cela pèse très lourd ». Marguerite Bermond étudie à l'Ecole des beaux-arts de Nîmes avant d'être l'élève d'Édouard Georges Mac-Avoy à l'Académie de la Grande Chaumière à Paris, puis d'y rejoindre l'Académie Julian. Rendant à son tour hommage aux racines de Marg, Mac Avoy lui écrira : « Vous n'avez pas acquis votre métier dans les ateliers de Paris, mais à Nîmes, petite fille, sans le vouloir, sans le savoir, en jouant sur cette terre solide et sèche où poussent l'austère cyprès, la tomate et l'ail; cependant que les monuments de votre ville auguste, et ceux d'Arles, décidaient de votre beau visage et vous désignaient pour ce qui est noble ».
Elle travaille en 1945 et 1946 dans l'illustration de la littérature populaire (voir rubrique Livres illustrés ci-dessous).
Gérald Schurr et Jean-Pierre Delarge s'accordent à reconnaître en Marguerite Bermond une artiste représentative de cette peinture « misérabiliste » qui, dans les années 1950, constituant la suite de Francis Gruber dans le contexte pessimiste de l'après-guerre, « porte la marque de la gravité ». Claude Robert confirme qu'à Montmartre « son atelier vide et désert qu'éclaire un ciel bleu froid n'accueille que la solitude du modèle à côté d'un poêle inutile... Ses toiles reflètent avec âpreté l'angoisse d'une époque ».
Sa peinture essentiellement d'atelier n'exclut cependant pas quelques villégiatures que les dates apposées sur certaines œuvres permettent de remettre en chronologie : La Provence en 1954, La Hollande (Amsterdam) en 1955, la Normandie (Étretat) et l'Andalousie en 1963.
A la fin des années 60, elle enseigne le dessin au collège-lycée Maîtrise de Montmartre.
C'est à partir de 1970 que sa palette s'illumine, sous l'influence, dit-on d'une part, de son travail plus approfondi bde l'aquarelle, mais aussi, dit-on par ailleurs, parce que cette « fille d'Arles », attirée vers le sud par tempérament, s'extériorise en de nombreux voyages qui font qu'elle privilégie désormais la peinture de paysages : Marguerite Bermond visite et peint la Provence (Arles, Avignon, Eygalières, Remoulins, Rochefort-du-Gard, Noves), la Côte d'Azur (Sanary-sur-Mer, Nice, Saint-Tropez), mais aussi l'Italie (Rome, Venise, Propriano, Vérone) , la Grèce (Athènes, Hydra), la Turquie (Pergé), l'Espagne (Cadaques, Tolède, Ronda), la Tunisie et le Maroc. Elle effectue même un grand parcours en bateau sur l'Océan Atlantique : au large des Iles Canaries elle peint le Pic du Teide, à Abidjan les remorqueurs dans le port, à Douala les marchés animés sur les rives du fleuve Wouri.
Marguerite Bermond décède brutalement en février 1991, quelques jours avant la vente de son atelier par le commissaire-priseur Claude Robert à l'Hôtel Drouot, événement auquel elle était en train de travailler. La Fondation Taylor lui a rendu hommage en créant un « Prix Marguerite-Bermond »[réf. nécessaire].

## Livres illustrés
- Jean-Michel Süe : Le chemin de la mer, Office français du livre, Paris, 1945.
- Jean-Michel Süe : Compagnie fantôme, Office français du livre, Paris, 1946.
- Wicky Gué : L'enfance de Caroline, Office français du livre, 1946.
- Charles-Augustin Sainte-Beuve : Volupté, S.E.P.E., Paris, 1947.
- Docteur Willy et C Jeumont : La sexualité 1, n°59 de la collection Marabout Université, 1964. En couverture, reproduction de la toile Premier Amour de Marguerite Bermond (Photo Peintres témoins de leur temps).

## Expositions

### Expositions personnelles
- Galerie de l'Institut, Rue de Seine, Paris, 1954.
- Galerie Tedesco, Avenue de Friedland, Paris, octobre 1959.
- Galerie 113, Rue d'Antibes, Cannes, 1962.
- Galerie André Weil, Avenue Matignon, Paris, 1963.
- Galerie Le Nouvel Essor, Rue des Saints-Pères, Paris, 1964.
- Galerie du Fleuve, Bordeaux, 1964.
- Galerie Le Parnasse, Rue Saint-Placide, Paris, 1965 et 1967.
- Galerie Loukas, Rue du Mont-Cenis, Paris, 1966.
- Azalées, Parcs, jardins et espaces verts de la ville de Paris, Porte d'Auteuil, Paris, 1967.
- Galerie Raspail, Boulevard Raspail, Paris, mars 1971.
- Galerie Médicis, Place des Vosges, Paris: Provence, mars-avril 1976; Huiles et aquarelles, mars-avril 1980; Paris et ses environs, mars 1982; Huiles et aquarelles, novembre-décembre 1983.
- Galerie Varine-Gincourt, Faubourg Saint-Honoré, Paris, 1978.
- Notre-Dame Galerie, quai de Montebello, Paris, juin 1984.
- Paysages de Provence, Galerie des Colonnes, Rue du Château, Paris-Montparnasse, février 1987[8].
- Provence, Galerie Barbizon, Rue des Saints-Pères, Paris, avril-mai 1988.

### Expositions collectives
- Salon d'Automne, Paris, sociétaire à partir de 1958[9].
- Salon des peintres témoins de leur temps, Paris, 1964, 1965[10].
- Salon des artistes français, Paris, 1978.
- Salon des indépendants, Paris, 1984[11].
- Salon de la Société nationale des beaux-arts, Paris (dates non communiquées).
- Salon des femmes peintres, Paris (dates non communiquées).

## Collections publiques
- Sous-Préfecture de Lisieux, Port d'Hydra (Grèce), aquarelle 33x41cm, 1958 (dépôt du Fonds national d'art contemporain)[12].
- Fonds d'art contemporain - Paris Collections, Paris, Maison de Stéphane Mallarmé à Valvins, aquarelle 37,5x52,3cm, vers 1950[13].

## Prix et distinctions
- Prix de Tauromachie, Nîmes, 1960.
- Prix Maurice Pierre (Académie Julian), 1962.
- Prix d'aquarelles au Salon des Femmes peintres, 1965.
- Chef d'atelier à l'Académie internationale de Nice, 1964, 1965.
- Grand Prix international de peinture remis à Genève par l'Association des artistes et écrivains de France et d'Outre-Mer, 1970.
- Prix Taylor, 1970.
- Médaille d'argent au Salon des artistes français, 1978.
- Prix Harry Thompson, 1983.